# 我れらのカープ
「我れらのカープ」（われらのカープ）は、日本野球機構（NPB）のセントラル・リーグに属する広島カープが1950年（昭和25年）1月に中国新聞社と合同で制定した初代の球団歌である。作詞・河西新太郎。

## 解説
広島市への原子爆弾投下による惨禍からの復興を祈願して1949年（昭和24年）の暮れに結成された広島野球倶楽部は地元紙の中国新聞が広報宣伝活動を引き受けていたが、同年12月13日付の同紙1面で「我等のカープ 旗と歌を募集」と題して球団旗のデザインと球団歌の歌詞を懸賞募集する旨の社告を掲載した。賞金は球団旗・球団歌それぞれ1万円で、翌年1月3日付の同紙3面において「アトム廣島平和の空に 歌と旗の入選作品決る」の見出しで入選作品が発表される。採用作は香川県高松市在住の詩人で元新聞記者の河西新太郎（1912年 - 1990年）が応募したもので、記事の見出しに採られた歌い出しからもわかるように原爆投下からの復興を祈願する趣旨を強調した歌詞が特徴であった。なお入選者の河西は同年にパシフィック・リーグの阪急ブレーブスが戦前の「阪急職業野球団応援歌」に代わる2代目の球団歌として懸賞公募した「阪急ブレーブスの歌」（作曲・河崎一朗）でも応募作が採用されている。
作曲者は懸賞募集の社告において「服部良一氏に依頼する予定」と記述されているが、入選発表の記事や作詞者の河西が1977年（昭和52年）に刊行した『作詞集 長い道』には歌詞しか掲載されていない。中国新聞社が編纂した球団史『カープ30年』や『カープ50年』においても年表に球団旗のデザインと球団歌の歌詞を発表した旨の記述があるだけでいずれの資料も作曲者の氏名や楽譜は未掲載のため、実際に服部が作曲を手掛けたのかは不明。ただし『カープ50年』では“球団創設期に作られた応援歌「我らのカープ」「カープの歌」は、あまり歌われていなかった”との記述が見えることから、歌詞のみの未完成曲ではなく何らかの旋律は付けられていたものと考えられる。

## その後
カープは結成初年からシーズン中に選手への給料の遅配が表面化し、隣の山口県を本拠としていた大洋ホエールズとの合併構想が持ち上がるなど苦しい球団経営が続いた。1952年（昭和27年）シーズンには3期目にして最下位を脱したが、球団歌は翌1953年（昭和28年）3月より「広島カープの歌」（作詞・池田真琴、作曲・山本寿）へ代替わりした。この時の懸賞公募では、3年前に「我れらのカープ」で入選した河西の応募作「広島カープ応援歌」が佳作で入賞している。また、同じく河西が作詞した「阪急ブレーブスの歌」も1958年（昭和33年）に3代目「阪急ブレーブス団歌」へ代替わりしており、10年足らずしか演奏されなかった。
「我れらのカープ」と同時にデザインを公募して制定された球団旗は継続使用されたが、1956年（昭和31年）に運営企業が「広島野球倶楽部」から「株式会社広島カープ」へ改組された際にデザインを一新しており、その後も短期間で頻繁にデザインの変更を繰り返して1967年（昭和42年）に現行のもの（紺地にHの1文字）となった。